# Bootkammergrab von Haithabu

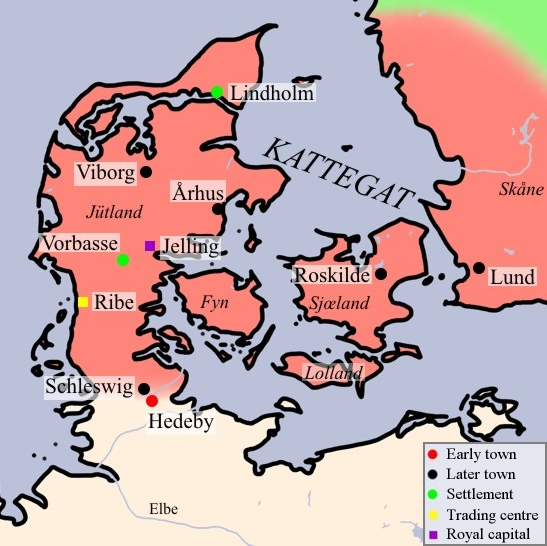
Lage von Haithabu/Hedeby

Das Bootkammergrab von Haithabu in Schleswig-Holstein lag südlich des Halbkreiswalls, der die Stadt Haithabu umgibt, auf einer sandigen Fläche, in der sich zahlreiche Gräber anderer Art befinden. Es war als niedrige, ovale Erhebung erkennbar.

## Beschreibung
Im Jahre 1908 wurde die Stelle untersucht und Friedrich Knorr (1872–1936) deckte ein der Form nach für Deutschland einmaliges Grab auf, in dem offenbar drei Tote beigesetzt waren. Der Beisetzung diente eine westöstlich ausgerichtete Grabkammer mit einer Basis von 3,7 × 2,4 m. Der hölzerne Boden lag in 1,9 m Tiefe. Die Kammerwände bestanden aus senkrecht in den Boden gesteckten Planken von 2 bis 3 cm Dicke. Eine niedrige, senkrechte Bohle unterteilte die Kammer in den kleineren westlichen und einen größeren östlichen Teil.
In den Kammern lagen die kostbaren Grabbeigaben dreier Männer. Die kleinere Westkammer enthielt die reicheren Beigaben, darunter eine Bronzeschale, einen Glasbecher, Pfeile, Reste zweier Schilde, ein verziertes Schwert, Sporen, einen sorgfältig hergestellten Schmuck aus Silberfiligran und Zaumzeugteile. In der östlichen fanden sich unter anderem ein verhältnismäßig gut erhaltener, mit Eisen beschlagener Holzeimer, zwei Schildbuckel, zwei Schwerter und weitere Zaumzeugreste. Östlich der Grabkammer lagen die Skelette dreier Pferde in einer flachen Grube.
Oberhalb der Grabkammer fanden sich die Reste eines großen Bootes, von dem außer den eisernen Nieten nur geringe Holzreste erhalten waren. Während die Bootsniete im Osten des Hügels abgegraben waren, lagen sie im Westen noch in der anfänglichen Ordnung. Die Länge des Bootes lässt sich wegen der Zerstörung nicht mit Sicherheit ermitteln. Niete konnten auf einer Länge von etwa 16 m festgestellt werden. Die Breite des Bootes betrug mittschiffs etwa drei Meter. Das Boot war mit dem Kiel nach unten über die Kammer gestellt und durch Steine unterfüttert. Einzelheiten über die Konstruktion lassen sich dem Grabungsbefund nicht entnehmen. Die Breite des Bootes spricht dafür, dass es sich um eines der auf der Ostsee häufigen Fahrzeuge der Wikinger von 15 bis 18 m Länge gehandelt hat.
Aufgrund der Art der Grabanlage sowie der reichen Ausstattung wird angenommen, dass hier sozial hoch stehende Persönlichkeiten bestattet wurden. Zur Zeitbestimmung liefern die Beigaben einen Anhalt. Das Grab wird daher auf das Ende des 9. oder den Beginn des 10. Jahrhunderts datiert.
Schwieriger zu beantworten ist die Frage, wer hier beigesetzt ist. Die Art des Grabbaus ist einmalig. Zwar gibt es in England ältere Bootsgräber (Sutton Hoo und Bootsgrab von Snape) und in Skandinavien seit der Vendelzeit zahlreiche Bootsgräber, aber die Toten dort sind jeweils im Boot bestattet worden. Entweder sind sie direkt im Boot niedergelegt oder man errichtete innerhalb des Schiffs hölzerne Grabkammern. Bestattungen, bei denen die Grabkammer unterhalb des Bootes angelegt wurde, sind ansonsten unbekannt. Der Befund lässt somit keine direkte Verknüpfung mit einem bestimmten Gebiet zu. Auch die Beigaben geben keinen Hinweis darauf, woher die Toten stammen. Man hat das Bootkammergrab insbesondere mit dem Hinweis darauf, dass es in Dänemark derartige Bootsbestattungen nicht gab, mit einem schwedischen Königsgeschlecht verbunden, das sich ausweislich verschiedener Quellen um das Jahr 900 in Haithabu niedergelassen hat. Da aber auch in Schweden entsprechende Bestattungen fehlen, in Dänemark in den 1930er Jahren aber ein Bootsgrab aus der Wikingerzeit bei Ladby auf Fünen angetroffen wurde (inzwischen sind das Gammelby-Schiff auf Jütland und das Flintinge-Schiff auf Lolland dazugekommen), bleibt die Identifizierung mit einer schwedischen Dynastie unsicher.
Die Verteilung wikingerzeitlicher Bootsgräber rund um die Ostsee und in Norwegen beträgt nach derzeitlichem Fundstand:
- Deutschland 1
- Estland 2 (Wikingerschiffsgräber von Salme)
- Dänemark 3
- Schweden incl. Gotland 12
- Norwegen mehr als 60

## Fotografische Abbildung
- Aufnahme von einem Ausstellungsmodell in dem Wikingermuseum Haithabu vom 2. Juni 2013. Bootkammergrab von Haithabu